# Coelomomyces dodgei
Coelomomyces dodgei är en svampart som beskrevs av Couch 1945. Coelomomyces dodgei ingår i släktet Coelomomyces och familjen Coelomomycetaceae.   Inga underarter finns listade i Catalogue of Life.